# Conocephalus caizanus
Conocephalus caizanus är en insektsart som först beskrevs av Giglio-tos 1897.  Conocephalus caizanus ingår i släktet Conocephalus och familjen vårtbitare. Inga underarter finns listade i Catalogue of Life.